# Llorenç Valverde Garcia
Llorenç Valverde Garcia (Felanitx, 1953) és un matemàtic i informàtic mallorquí. És catedràtic de la Universitat de les Illes Balears des de 1989. Entre 2005 i 2007 fou director de la Fundació Observatori per la Societat de la Informació de Catalunya i entre 2006 i 2013 fou vicerector de tecnologia a la Universitat Oberta de Catalunya.
Té un blog dedicat a les tecnologies de la informació i la comunicació. Ha publicat diversos llibres de divulgació científico-tècnica.
El novembre de 2023 fou nomenat director de l'Institut d'Investigació en Intel·ligència Artificial de la UIB.

## Obres
- En Joanet de l'Ordinador. Rondalla Informàtica (1994)
- Les seduccions de les noves tecnologies (2003)
- Amorrats al teclat (2009)[6]
- Siete fracasos que han cambiado el mundo del lavavajillas a la telefonía móvil (2014)